# Porphyrodesme hewittii
Porphyrodesme hewittii är en orkidéart som först beskrevs av Oakes Ames och Elmer Drew Merrill, och fick sitt nu gällande namn av Leslie Andrew Garay. Porphyrodesme hewittii ingår i släktet Porphyrodesme och familjen orkidéer. Inga underarter finns listade i Catalogue of Life.